# Церпента (Остроленцький повіт)
Церпента (пол. Cierpięta) — село в Польщі, у гміні Бараново Остроленцького повіту Мазовецького воєводства.
Населення — 523 особи (2011).
У 1975-1998 роках село належало до Остроленцького воєводства.

## Демографія
Демографічна структура станом на 31 березня 2011 року:
|          | Загалом | Допрацездатний вік | Працездатний вік | Постпрацездатний вік |
| -------- | ------- | ------------------ | ---------------- | -------------------- |
| Чоловіки | 270     | 58                 | 181              | 31                   |
| Жінки    | 253     | 50                 | 128              | 75                   |
| Разом    | 523     | 108                | 309              | 106                  |